# Hans Olav Sørensen
Hans Olav Sørensen (né le 16 novembre 1942 à Selbu) est un ancien sauteur à ski norvégien.

## Palmarès

### Jeux Olympiques
| Épreuve / Édition | Innsbruck 1964 |
| Petit Tremplin    | 8e             |